# Kukowino
Kukowino – jezioro leżące w obrębie Obszaru Chronionego Krajobrazu Ełckiego, około 10 km na południowy zachód od Olecka, na terenie gminy Świętajno, powiat olecki w województwie warmińsko-mazurskim.
Zbiornik zasilają wody Jeziora Juchówka (Małe) oraz dwa inne małe dopływy. Odpływ wód odbywa się ciekiem do jeziora Dudeckiego.
Nad jeziorem położone są dwie niewielkie wsie Kukówko oraz cześć zabudowań Dudek (Dudki Owczarnia). Przy północno-wschodnim brzegu występuje nieliczna zabudowa rekreacyjna. Jezioro kształtem przypomina bumerang, ma dobrze rozwiniętą linią brzegową. Posiada trzy wyspy (łączna powierzchnia 3,4 ha) o zróżnicowanej wielkości. Stoki od północy i południa – strome, ze stron przeciwnych – łagodne. Jezioro otoczone jest gruntami ornymi, w niewielkim stopniu – pastwiskami, a tylko na odcinku około 5% linii brzegowej – lasem liściastym.
Jezioro nie jest zanieczyszczane przez żadne źródła punktowe, ulega nieznacznej degradacji zaliczanej do II kategorii. Niekorzystne wskaźniki to iloraz objętości jeziora i długość linii brzegowej oraz stratyfikacja wód.
Jezioro Kukowino zaliczane jest do II klasy czystości wód. Parametry najmniej korzystne wpływają w znacznym stopniu na eutrofizację wód ze względu na warunki tlenowe głębszej części zbiornika i obecności w niej siarkowodorów, stężenia związków fosforu i azotu amononowego w strefie naddennej, oraz ze względu na widzialność krążka Secchiego.